# Liste der Kulturdenkmale in Neißeaue

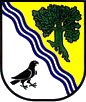
Wappen von Neißeaue

In der Liste der Kulturdenkmale in Neißeaue sind die Kulturdenkmale der sächsischen Gemeinde Neißeaue verzeichnet, die bis September 2024 vom Landesamt für Denkmalpflege Sachsen erfasst wurden (ohne archäologische Kulturdenkmale). Die Anmerkungen sind zu beachten.
Diese Aufzählung ist eine Teilmenge der Liste der Kulturdenkmale im Landkreis Görlitz.

## Deschka
Im Ortsteil Deschka gibt es folgende Kulturdenkmale: 
| Bild                                    | Bezeichnung                                                   | Lage                                            | Datierung       | Beschreibung                                                                     | ID       |
| --------------------------------------- | ------------------------------------------------------------- | ----------------------------------------------- | --------------- | -------------------------------------------------------------------------------- | -------- |
| Direkt Bild zu diesem Denkmal hochladen | Wegestein                                                     | (Kirschallee, 500 m westlich des Ortes) (Karte) | 19. Jahrhundert | Bestandteil der „Kahlen Meile“ (Poststraße), verkehrsgeschichtlich von Bedeutung | 08992074 |
| Direkt Bild zu diesem Denkmal hochladen | Wohnstallhaus eines ehemaligen Vierseithofes, davor Steintrog | Auenstraße 23, 24 (Karte)                       | Um 1850         | Bau- und ortsgeschichtlich von Bedeutung                                         | 08992066 |
| Direkt Bild zu diesem Denkmal hochladen | Scheune eines Bauernhofes                                     | Auenstraße 28 (Karte)                           | Nach 1900       | Fachwerkscheune, baugeschichtlich von Bedeutung                                  | 08992065 |

## Groß Krauscha
Im Ortsteil Groß Krauscha gibt es folgende Kulturdenkmale: 
| Bild                                    | Bezeichnung                                                                    | Lage                                                                  | Datierung                 | Beschreibung                                    | ID       |
| --------------------------------------- | ------------------------------------------------------------------------------ | --------------------------------------------------------------------- | ------------------------- | ----------------------------------------------- | -------- |
| Direkt Bild zu diesem Denkmal hochladen | Wegestein                                                                      | (Ortsausgang Nord, angrenzend an die Flur von Klein-Krauscha) (Karte) | 19. Jahrhundert           | Verkehrsgeschichtlich von Bedeutung             | 08992085 |
| Weitere Bilder                          | Kriegerdenkmale für die Gefallenen des Ersten Weltkrieges und von 1866–1870/71 | Dorfallee (Dorfallee/Kreuzung) (Karte)                                | 1898; nach 1918           | Ortsgeschichtlich von Bedeutung                 | 08992081 |
| Direkt Bild zu diesem Denkmal hochladen | Wohnstallhaus                                                                  | Dorfallee 10 (Karte)                                                  | Um 1850                   | Regionaltypisch, baugeschichtlich von Bedeutung | 08992082 |
| Direkt Bild zu diesem Denkmal hochladen | Schule                                                                         | Dorfallee 31 (Karte)                                                  | 2. Hälfte 19. Jahrhundert | Orts- und baugeschichtlich von Bedeutung        | 08992080 |
| Direkt Bild zu diesem Denkmal hochladen | Wohnstallhaus                                                                  | Dorfallee 41 (Karte)                                                  | Ende 19. Jahrhundert      | Regionaltypisch, baugeschichtlich von Bedeutung | 08992079 |

## Kaltwasser
Im Ortsteil Kaltwasser gibt es folgende Kulturdenkmale: 
| Bild                                    | Bezeichnung | Lage                          | Datierung                 | Beschreibung                                                                   | ID       |
| --------------------------------------- | --- | ----------------------------- | ------------------------- | ------------------------------------------------------------------------------ | -------- |
| Direkt Bild zu diesem Denkmal hochladen | Sachgesamtheit Waldfriedhof Kaltwasser mit Kriegerdenkmal/Gedenkstätte für Gefallene des Zweiten Weltkrieges (Sachgesamtheitsteil) | (Flur 1, Flurstück 5) (Karte) | Nach 1918                 | Geschichtliche Bedeutung                                                       | 09305768 |
| Direkt Bild zu diesem Denkmal hochladen | Wohnstallhaus | Dorfaue 39 (Karte)            | Ende 19. Jahrhundert      | Regionaltypisch, baugeschichtlich von Bedeutung                                | 08992077 |
| Direkt Bild zu diesem Denkmal hochladen | Wohnhaus und Seitengebäude eines Zweiseithofes                                                                                     | Ringstraße 8 (Karte)          | Ende 19. Jahrhundert      | Regionaltypisch, baugeschichtlich und wirtschaftsgeschichtlich von Bedeutung   | 08992076 |
| Direkt Bild zu diesem Denkmal hochladen | Wohnhaus für Ziegeleiarbeiter | Ziegeleiweg 2 (Karte)         | 2. Hälfte 19. Jahrhundert | Hochgradig authentisch, baugeschichtlich und sozialgeschichtlich von Bedeutung | 08992078 |

### Streichungen von der Denkmalliste (Kaltwasser)
| Bild                                    | Bezeichnung                                         | Lage                    | Datierung | Beschreibung | ID       |
| --------------------------------------- | --------------------------------------------------- | ----------------------- | --------- | --- | -------- |
| Direkt Bild zu diesem Denkmal hochladen | Wohnhaus und drei Seitengebäude eines kleinen Hofes | Am Kulturhaus 5 (Karte) | Um 1900   | In Aussehen und Struktur authentisch, baugeschichtlich von Bedeutung; nach 2014 von der Denkmalliste gestrichen | 08992075 |

## Klein-Krauscha
Im Ortsteil  Klein-Krauscha gibt es folgende Kulturdenkmale: 
| Bild                                    | Bezeichnung                         | Lage                                   | Datierung                       | Beschreibung                                             | ID       |
| --------------------------------------- | ----------------------------------- | -------------------------------------- | ------------------------------- | -------------------------------------------------------- | -------- |
| Direkt Bild zu diesem Denkmal hochladen | Transformatorenhäuschen             | Hauptstraße (neben Nr. 6) (Karte)      | 1920er Jahre                    | Ortsgeschichtlich und technikgeschichtlich von Bedeutung | 08992055 |
| Direkt Bild zu diesem Denkmal hochladen | Wohnstallhaus                       | Hauptstraße (gegenüber Nr. 30) (Karte) | Ende 19. Jahrhundert            | Regionaltypisch, baugeschichtlich von Bedeutung          | 08992057 |
| Direkt Bild zu diesem Denkmal hochladen | Wohnhaus eines großen Vierseithofes | Hauptstraße 6 (Karte)                  | Bezeichnet mit 1888, Kern älter | Bau- und ortsgeschichtlich von Bedeutung                 | 08992056 |

## Zentendorf
Im Ortsteil Zentendorf gibt es folgende Kulturdenkmale: 
| Bild                                    | Bezeichnung                                              | Lage                                        | Datierung                                       | Beschreibung | ID       |
| --------------------------------------- | -------------------------------------------------------- | ------------------------------------------- | ----------------------------------------------- | --- | -------- |
|                                         | Wasserturm                                               | (etwa 400 Meter westlich des Ortes) (Karte) | 1930er Jahre                                    | Mit Einflüssen der Moderne, technikgeschichtlich und baugeschichtlich von Bedeutung | 08992072 |
|                                         | Gedenkstein                                              | (Ortseingang Süd) (Karte)                   | Bezeichnet mit 1919                             | Ortsgeschichtlich von Bedeutung | 08992067 |
| Direkt Bild zu diesem Denkmal hochladen | Sowjetisches Ehrenmal                                    | Dorfstraße (Karte)                          | Nach 1945                                       | Rechteckige Anlage durch Granitpfeiler (Zwischenpfeiler fehlen) eingefasst und Bäumen, Zugang über Weg mit Alleecharakter, der direkt zum Eingangstor (zweiflügeliges Metalltor mit Sonnenmotiv) führt, Begräbnisort von über 200 sowjetischen Kriegstoten, geschichtlich bedeutend | 09303174 |
| Direkt Bild zu diesem Denkmal hochladen | Ländliches Wohnhaus                                      | Zentendorfer Straße 24 (Karte)              | 2. Hälfte 19. Jahrhundert                       | Ursprünglich Gasthaus, baugeschichtlich von Bedeutung | 08992068 |
| Weitere Bilder                          | Kriegerdenkmal für die Gefallenen des Ersten Weltkrieges | Zentendorfer Straße 24 (gegenüber) (Karte)  | Nach 1918                                       | Baugeschichtlich und ortsgeschichtlich von Bedeutung | 08992071 |
| Direkt Bild zu diesem Denkmal hochladen | Wohnstallhaus                                            | Zentendorfer Straße 25 (Karte)              | 2. Hälfte 19. Jahrhundert                       | Baugeschichtlich von Bedeutung | 08992070 |
| Direkt Bild zu diesem Denkmal hochladen | Wohnstallhaus und Scheune eines ehemaligen Dreiseithofes | Zentendorfer Straße 33 (Karte)              | 2. Hälfte 19. Jahrhundert, Kern womöglich älter | Baugeschichtlich und wirtschaftsgeschichtlich von Bedeutung | 08992069 |

### Streichungen von der Denkmalliste (Zentendorf)
| Bild                                    | Bezeichnung                      | Lage                                             | Datierung | Beschreibung                                                                                                 | ID       |
| --------------------------------------- | -------------------------------- | ------------------------------------------------ | --------- | --- | -------- |
| Direkt Bild zu diesem Denkmal hochladen | Straßenbrücke über die Eisenbahn | (Gemarkung Deschka, Flur 9, Flurstück 7) (Karte) | Wohl 1864 | Technik- und verkehrsgeschichtlich von Bedeutung; zwischen 2013 und 2018 abgerissen und durch Neubau ersetzt | 08992083 |

## Zodel
Im Ortsteil Zodel gibt es folgende Kulturdenkmale: 
| Bild                                    | Bezeichnung                                                                                                   | Lage                     | Datierung                                                                                   | Beschreibung | ID       |
| --------------------------------------- | --- | ------------------------ | ------------------------------------------------------------------------------------------- | --- | -------- |
| Direkt Bild zu diesem Denkmal hochladen | Wohnhaus und Seitengebäude mit Kumthalle sowie zwei weitere Seitengebäude eines Vierseithofes                 | Dorfstraße 2, 2b (Karte) | Ab ca. 1850 (Seitengebäude); bezeichnet mit 1870 (Wohnhaus)                                 | Baugeschichtlich und wirtschaftsgeschichtlich von Bedeutung                                                                            | 08992058 |
| Direkt Bild zu diesem Denkmal hochladen | Türstock | Dorfstraße 10 (Karte)    | Bezeichnet mit 1818                                                                         | Korbbogen mit Schlussstein, handwerklich-künstlerisch von Bedeutung                                                                    | 08992218 |
| Direkt Bild zu diesem Denkmal hochladen | Pfarrhaus | Dorfstraße 48 (Karte)    | Schlussstein in Türgewände bezeichnet mit 1774                                              | Hochgradig ursprünglich erhalten, bau- und ortsgeschichtlich von Bedeutung                                                             | 08992063 |
|                                         | Kirche mit Kirchhof und Einfriedungsmauer, Gruft und Kriegerdenkmal für die Gefallenen des Ersten Weltkrieges | Dorfstraße 81a (Karte)   | 14. Jahrhundert (Kirche); bezeichnet mit 1799 (Gruft); bezeichnet mit 1920 (Kriegerdenkmal) | Baugeschichtlich und ortsgeschichtlich von Bedeutung                                                                                   | 08992061 |
|                                         | Wohnhaus des ehemaligen Nesselgutes                                                                           | Dorfstraße 98 (Karte)    | Um 1900                                                                                     | Mit markantem Turm, weitgehend authentisch, baugeschichtlich und ortsgeschichtlich von Bedeutung                                       | 08992064 |
| Direkt Bild zu diesem Denkmal hochladen | Schulgebäude                                                                                                  | Dorfstraße 137 (Karte)   | Um 1800                                                                                     | Tiefe Kubatur, Relikt ursprünglicher ländlicher Bauweise in gewandelter Umgebung, baugeschichtlich und ortsgeschichtlich von Bedeutung | 08992060 |

## Tabellenlegende
- Bild: Bild des Kulturdenkmals, ggf. zusätzlich mit einem Link zu weiteren Fotos des Kulturdenkmals im Medienarchiv Wikimedia Commons. Wenn man auf das Kamerasymbol klickt, können Fotos zu Kulturdenkmalen aus dieser Liste hochgeladen werden:
- Bezeichnung: Denkmalgeschützte Objekte und ggf. Bauwerksname des Kulturdenkmals
- Lage: Straßenname und Hausnummer oder Flurstücknummer des Kulturdenkmals. Die Grundsortierung der Liste erfolgt nach dieser Adresse. Der Link (Karte) führt zu verschiedenen Kartendiensten mit der Position des Kulturdenkmals. Fehlt dieser Link, wurden die Koordinaten noch nicht eingetragen. Sind diese bekannt, können sie über ein Tool mit einer Kartenansicht einfach nachgetragen werden. In dieser Kartenansicht sind Kulturdenkmale ohne Koordinaten mit einem roten bzw. orangen Marker dargestellt und können durch Verschieben auf die richtige Position in der Karte mit Koordinaten versehen werden. Kulturdenkmale ohne Bild sind an einem blauen bzw. roten Marker erkennbar.
- Datierung: Baubeginn, Fertigstellung, Datum der Erstnennung oder grobe zeitliche Einordnung entsprechend des Eintrags in der sächsischen Denkmaldatenbank
- Beschreibung: Kurzcharakteristik des Kulturdenkmals entsprechend des Eintrags in der sächsischen Denkmaldatenbank, ggf. ergänzt durch die dort nur selten veröffentlichten Erfassungstexte oder zusätzliche Informationen
- ID: Vom Landesamt für Denkmalpflege Sachsen vergebene, das Kulturdenkmal eindeutig identifizierende Objekt-Nummer. Der Link führt zum PDF-Denkmaldokument des Landesamtes für Denkmalpflege Sachsen. Bei ehemaligen Kulturdenkmalen können die Objektnummern unbekannt sein und deshalb fehlen bzw. die Links von aus der Datenbank entfernten Objektnummern ins Leere führen. Ein ggf. vorhandenes Icon  führt zu den Angaben des Kulturdenkmals bei Wikidata.